# Sultanato de Ternate

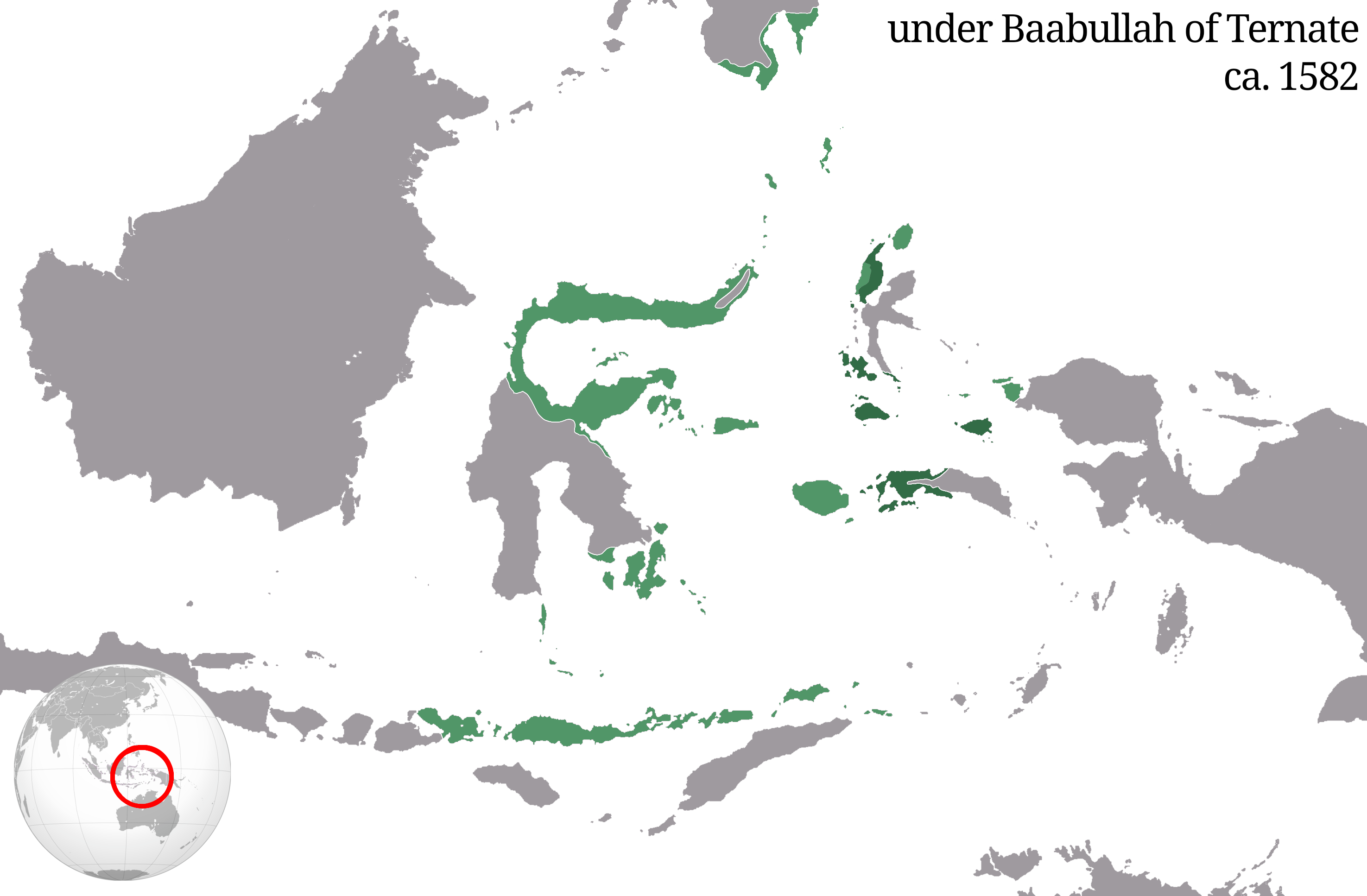
O Sultanato de Ternate atingiu seu auge sob Babullah em 1582.

O Sultanato de Ternate (Alfabeto Jawi: کسلطانن ترناتي), anteriormente também conhecido como Reino de Gapi, é um dos reinos  muçulmanos mais antigos da Indonésia, ficando apenas atrás dos sultanatos de Tidore, Jailolo e Bacan.
1. ↑  Raditya, Rani Rahayu,Iswara N. (9 de julho de 2019). «Sejarah Kesultanan Ternate: Kerajaan Islam Tertua di Maluku Utara». tirto.id (em indonésio). Consultado em 18 de março de 2024